# Гимантолоф Аппели
Гимантолоф Аппели (лат. Himantolophus appleii) — вид глубоководных лучепёрых рыб из семейства гимантолофовых отряда удильщикообразных. Видовое название происходит от мистера Аппеля, предоставившего Ф. Э. Кларку образец такой рыбы для изучения. 14 ноября 2007 года к востоку от Фолклендских островов на глубине 282—318 м был выловлен экземпляр вне обычного ареала вида. Это была самка, общая длина рыбы составляла 21 см, а вес 616 г.

## Описание
Ярко выражен половой диморфизм. У самок тело шарообразное, без чешуи, покрыто кожистыми шипиками. Голова большая с парой рогообразных шипов, глаза совсем крошечные. Теменные кости отсутствуют. Рот большой, косой, окончание верхней челюсти достигает вертикали, проходящей через начало или середину глаза. Нижняя челюсть толстая, выступает перед верхней челюстью. В жаберной перепонке 6 лучей. Зубы на челюстях короткие, тонкие и изогнутые. На сошнике зубов нет. Рыло тупое и короткое. Рыло и передняя часть нижней челюсти с многочисленными кожистыми бугорками, напоминающими по форме бородавки. На теле беспорядочно разбросаны костные пластины с костным шипом посередине. Колючий луч первого спинного плавника преобразован в толстый иллиций с эской, состоящей из многочисленных щупалец, у данного вида разветвлённых и подобных оленьим рогам. Второй спинной плавник с коротким основанием, в нём 5—6 мягких лучей. В анальном плавнике четыре мягких луча, его основание короткое. Оба плавника сдвинуты к хвостовому плавнику. В грудных плавниках 14—18 мягких лучей, у оснований имеются три радиальные костные пластинки. Брюшные плавники отсутствуют. Хвостовой плавник закруглённый с девятью лучами. Боковая линия в форме маленьких бугорков.